# Prince Faisal bin Fahd Stadium
Prince Faisal bin Fahd Stadium – wielofunkcyjny stadion w Rijadzie, stolicy Arabii Saudyjskiej. Został otwarty w 1971 roku. Obiekt może pomieścić 22 500 widzów. Z areny korzystają lokalne kluby piłkarskie, gościł on także wszystkie spotkania piłkarskiego Pucharu Zatoki Perskiej 1972.